# Vanderlinden
Stokerij Vanderlinden is een 2017 opgerichte ambachtelijke destilleerderij, gelegen in het Belgische Hasselt.

## Geschiedenis
Olivier Vanderlinden, commandeur bij de Confrérie van de Hasseltse Jenever, startte de distilleerderij om de traditionele kunst van het distilleren nieuw leven in te blazen. Het doel van de stokerij is het behoud van de Hasseltse distilleertraditie. Vanaf 2017 onderging een voormalige koeienstal in Hasselt renovatie om te dienen als stookruimte voor de distillatieactiviteiten. De distilleerketel werd gedoopt en kreeg de naam 'Henri'. De eerste reeks Hasseltse jenever kwam in 2018 op de markt. 
In 2022 werd een nieuwe ondergrondse opslagruimte toegevoegd waarmee de opslagcapaciteit werd verhoogd van vierhonderd liter naar ongeveer vijfduizend liter.

## Producten
Stokerij Vanderlinden werkt volgens de Europese verordening van 2007 om de naam Hasseltse graanjenever te mogen gebruiken. Dit betekent onder meer dat de grondstoffen in een straal van twintig kilometer worden aangekocht. Zo komt het graan uit Zutendaal of Herkenrode. De distillatie van de moutwijn zelf, de basis voor de Hasseltse graanjenever, gebeurt bij stokerij Vanderlinden volgens een negentiende-eeuws recept. 
In 2019 produceerde Vanderlinden de eerste houtgelagerde Hasseltse moutwijnen. Normaal is dit de grondstof voor jenever, maar Vanderlinden zet het in de markt als volwaardig product. Stokerij Vanderlinden produceert diverse ambachtelijke producten, waaronder graanjenevers, fruitjenevers, eau de vie, gin en cocktails. De stokerij investeerde in een zonneboiler en neemt CO2-neutrale initiatieven.
De distilleerderij onderscheidt zich naar eigen zeggen door gebruik te maken van lokale grondstoffen, circulaire economieprincipes en de combinatie van moderne technologie met traditionele methoden.  

## Erkenning
In 2018 ontving de stokerij de Gold Spirits Selection by Concours Mondial de Bruxelles voor haar eau de vie van framboos.